# Reynoldsburg
Reynoldsburg – miasto w Stanach Zjednoczonych, w centralnej części stanu Ohio, na wschodnich przedmieściach Columbus (około 20 km od centrum). Miasto leży na terenie trzech hrabstw: Franklin, Licking i Fairfield. Liczba mieszkańców w 2000 roku wynosiła 32 069.

## Klimat
Miasto leży w strefie klimatu umiarkowanego, subtropikalnego, łagodnego, z gorącym latem i bez pory suchej. Klimat, według klasyfikacji Köppena należy do strefy Cfa. Średnia temperatura roczna wynosi 11,3°C, a opady 998,2 mm (w tym do 50,3 cm opadów śniegu). Średnia temperatura najcieplejszego miesiąca - lipca wynosi 23,3°C, najzimniejszego - stycznia -1,8°C, podczas gdy rekordowe temperatury wynoszą odpowiednio 38,9°C i -33,3°C.